# 黑龙镇 (青神县)
黑龙镇，是中华人民共和国四川省眉山市青神县曾经下辖的一个镇。2019年12月，撤销黑龙镇，将其所属行政区域划归青竹街道管辖。

## 行政区划
黑龙镇撤销前下辖以下地区：
场镇社区、建川社区、鸿化村、龙女村、桥楼村、季时坝村、曹庙村、肖坝村、新平村、青竹村、茅林村、新光村和高墩村。